# Lidová křížová výprava
Lidová křížová výprava (či také selská křížová výprava) je souhrnné označení pro několik neúspěšných tažení evropské chudiny kolem roku 1096, organizovaných a vedených lidovými kazateli a zchudlými rytíři s cílem dobýt Jeruzalém a osvobodit Boží hrob od muslimů. Když papež Urban II. roku 1095 na clermontském koncilu vyhlásil první křížovou výpravu, okamžitě uposlechly jeho výzvu tisíce prostých lidí. V průběhu roku 1096 vyrazily ze severní Francie, Porýní, Lotrinska i českých zemí na východ špatně organizované houfy, jejichž náboženský zápal byl rozněcován fanatickými kněžími a mnichy. Poutníci neměli pro skutečný boj žádné předpoklady, zato cestou na východ drancovali, ničili a páchali krutosti na obyvatelstvu, mimo jiné rozpoutali první protižidovské pogromy v Evropě.

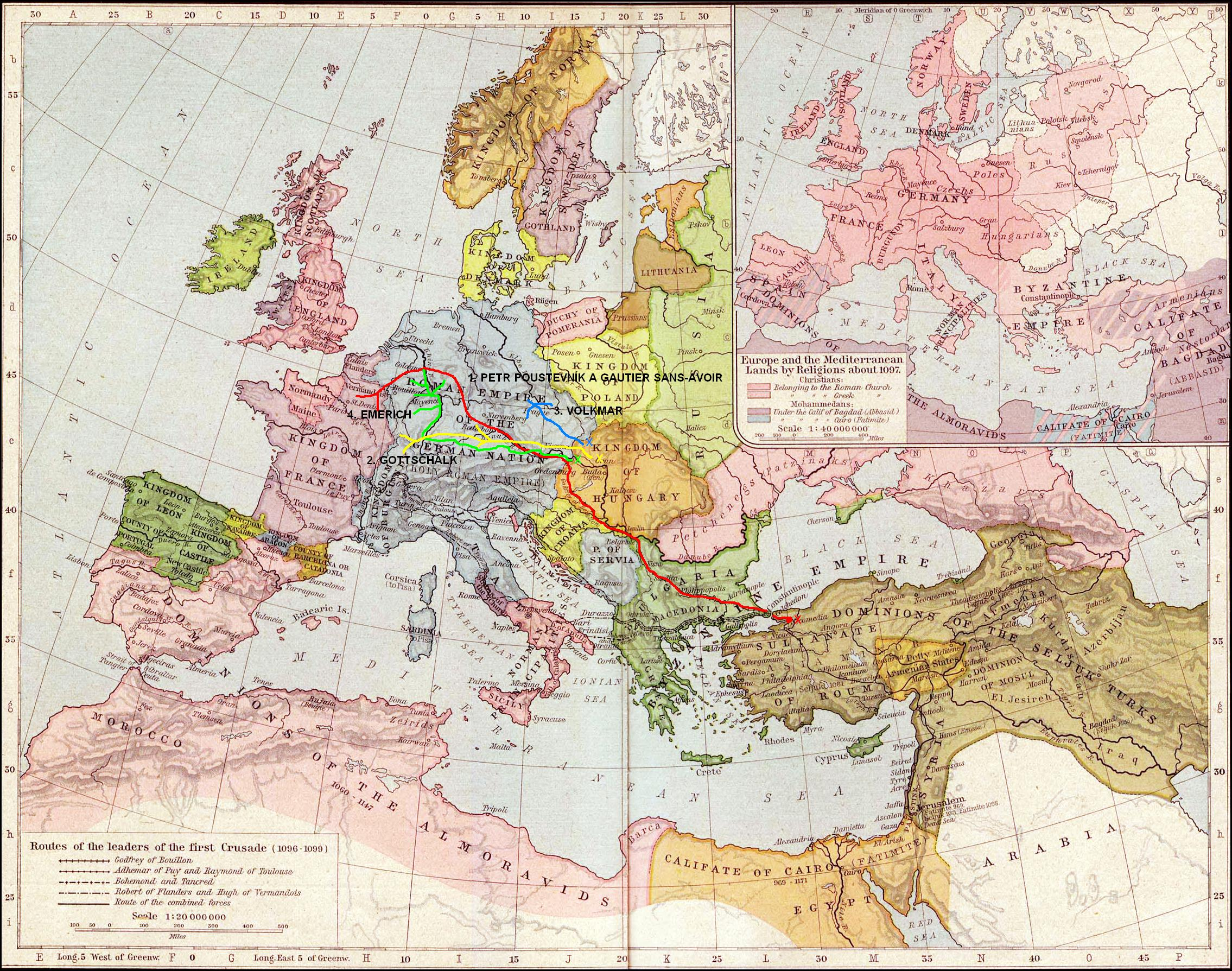
Mapa s trasami jednotlivých křižáckých skupin

První na cestu vyrazili francouzští chudí, vedení lidovým kazatelem Petrem Poustevníkem. Prošli německými zeměmi, Uhrami a dostali se nakonec až do Byzantské říše, kde došlo k několika potyčkám mezi poutníky a místními ozbrojenými oddíly. Z Konstantinopole byli křižáci pomocí byzantských lodí přepraveni do Malé Asie, kde pro ně bylo vybudováno opevněné ležení. Poutníci z této základny začali pořádat loupeživé nájezdy na seldžucká území, a proto na ně sultán Kilič Arslan vyslal armádu. Turci během několika odvetných akcí téměř všechny Evropany vyvraždili. Zachránil se jen zlomek, který byl nakonec evakuován do bezpečí Konstantinopole.
V německých a českých zemích se zatím shromáždily menší skupiny, které v několika městech včetně Prahy rozpoutaly protižidovské násilnosti. Jejich brutalita byla taková, že je na uhersko-říšských hranicích napadl uherský král Koloman, který se obával o své poddané a zemi. Uherská armáda všechny skupiny rozehnala a část poutníků pozabíjela. Lidová tažení tak byla rozprášena, aniž by vojensky přispěla ke křížové výpravě, kterou v polovině roku 1096 vypravili mocní evropští feudálové.

## Vyhlášení první křížové výpravy

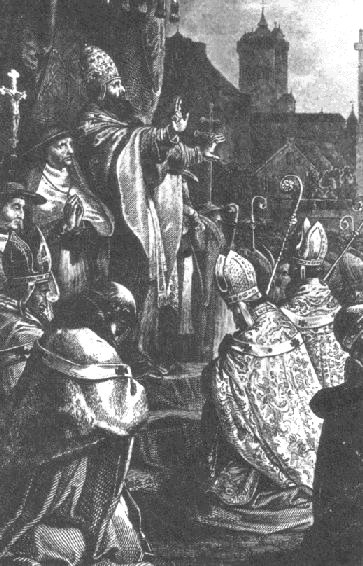
Gustave Doré: Papež Urban II. vyzývá k osvobození Svaté země

Na listopad roku 1095 svolal papež Urban II. církevní koncil do francouzského města Clermont. Jedním z jeho bodů bylo i projednání vojenské pomoci, o kterou požádal byzantský císař Alexios proti expanzi seldžuckých Turků. 27. listopadu papež vystoupil se svým velkolepým projevem pod širým nebem. Nejprve hovořil o útlaku, jakému jsou křesťané v Jeruzalémě vystavováni i nebezpečí, jaké představují Turci pro Evropany a poté pokračoval výzvou k válečnému tažení Východu na pomoc. Reakce přítomných na papežova slova byla velmi emotivní; často byl přerušován v projevu nadšenými výkřiky Deus le volt – Bůh tomu chce. Ačkoliv byla výzva adresována především mocným tehdejšího světa (velkým francouzským feudálům), přišla rychlá odezva právě od prostého lidu, který uspořádal počátkem roku 1096, povzbuzován lidovými kazateli, své vlastní tažení do Svaté země.

## Francouzi

### Cesta do Asie

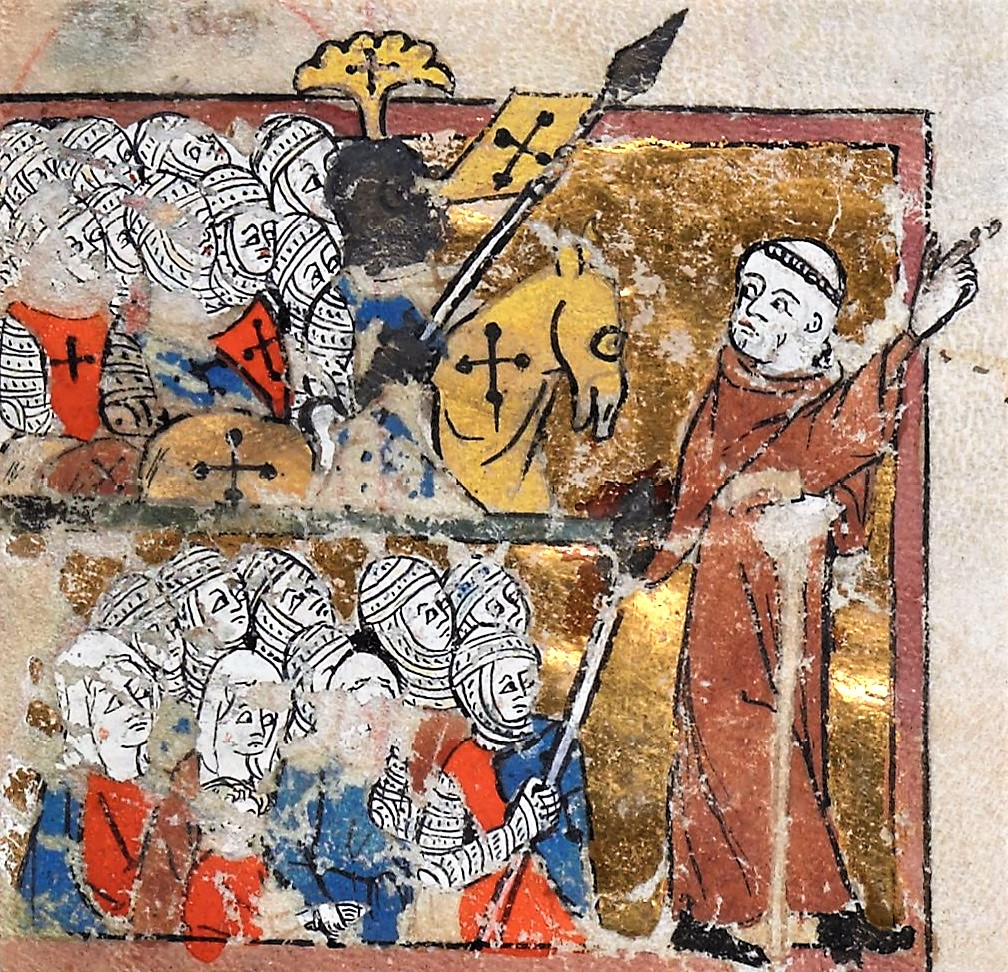
Petr Poustevník vede křížovou výpravu (Abreviamen de las estorias, 14. století)

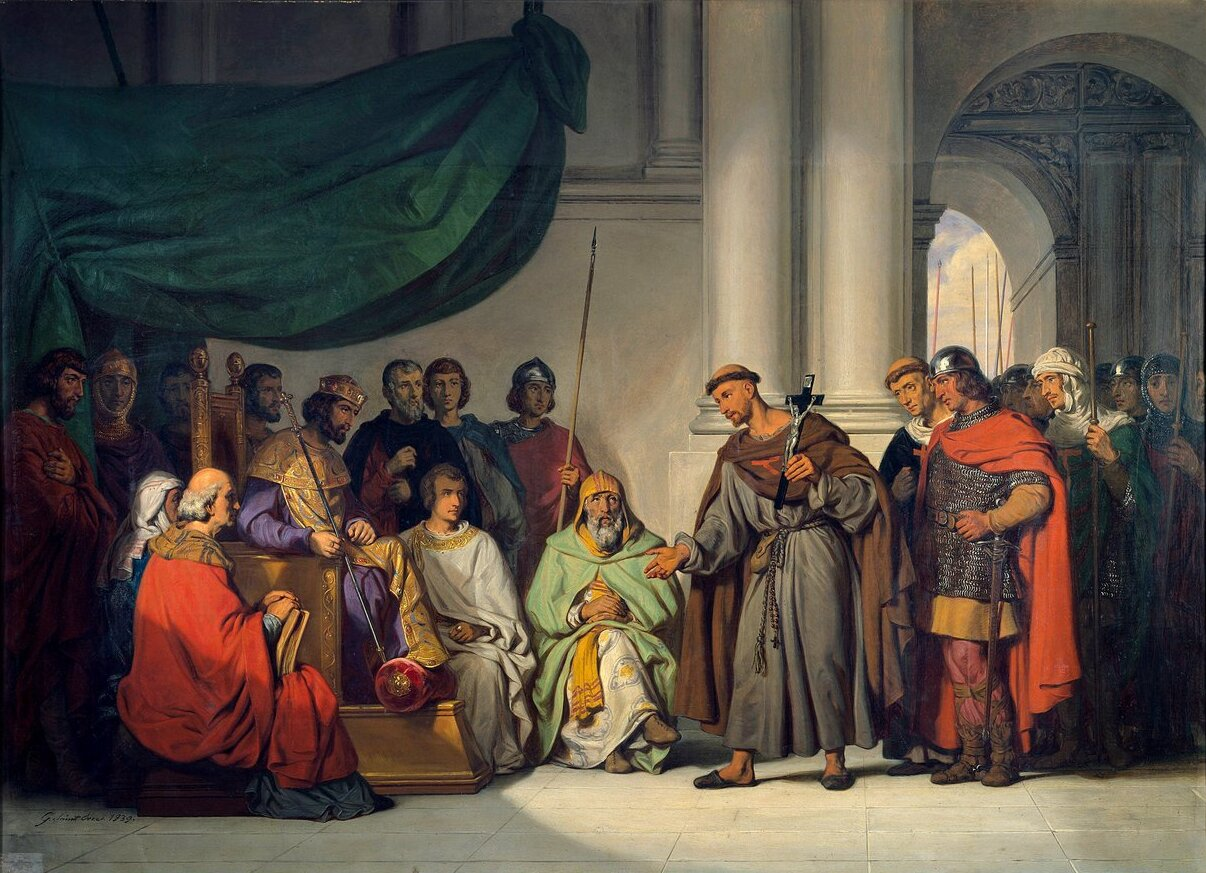
Petr Poustevník a císař Alexios, 19. století

Téměř nikdo z účastníků první křížové výpravy, a to nejen těch prostých a chudých, neměl ponětí o tom, jak bude cesta do Svaté země vypadat a s čím se může setkat. Víra ve vítězství křesťanů, kteří ve znamení kříže vyženou „nevěřící“ muslimy ze Svaté země a osvobodí Boží hrob v Jeruzalémě, byla obrovská. Jako první se počátkem roku 1096 vydaly na cestu do Palestiny křižácké houfy ze severní Francie a Porýní, vedené Petrem Poustevníkem. Petr Poustevník byl fanatický kazatel, který choval nenávist k Turkům, a zároveň charismatický vůdce, svými posluchači pokládaný za světce. Jeho následovníků z Francie bylo kolem 15 000, většinou neozbrojených venkovanů a příslušníků spodiny. K výpravě se přihlásilo také osm zchudlých rytířů pochybné pověsti, v jejichž čele stanul Gautier Sans-Avoir – Bezzemek, který výpravu vedl po vojenské stránce a stal se tak prvním velitelem křížového tažení. Poutníci neměli žádné vojenské zkušenosti ani kázeň; jediné, čím oplývali, bylo bojové nadšení. V německých zemích se k Petrově výpravě přidali další chudí, takže výprava nakonec čítala 20 000–30 000 účastníků. Finance na pokrytí nákladů výpravy se Petrovi podařilo získat od francouzských Židů, které přesvědčil, aby mu dali doporučující dopisy s žádostí o podporu tažení pro Židy z oblastí německých.

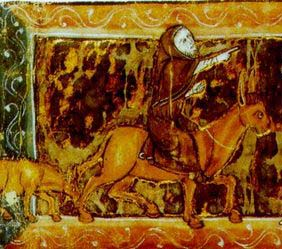
Petr Poustevník na oslu
Roman du Chevalier du Cygne, (1270)

Poutníci táhli německými zeměmi, až v dubnu 1096 dorazili do Kolína nad Rýnem, kde se utábořili. Kolín však neměl dostatek zásob pro vydržování takového počtu lidí a mnozí poutníci byli netrpěliví a žádali, aby se výprava vydala na další cestu. Krátce po Velikonocích se proto několik tisíc francouzských poutníků rozhodlo vydat dále na vlastní pěst pod velením Gautiera Sans-Avoir, který postrádal klidnou a trpělivou povahu Petra Poustevníka, zato hořel netrpělivostí a nadšením pro křížovou výpravu. V Uhrách byli křižáci přijati vlídně a král Koloman je všemi silami podporoval. Přestože se poutníci pohybovali pěšky a jenom ženy a děti se směly vézt na povozech tažených voly, ušli tisícikilometrovou vzdálenost na uhersko-byzantskou hranici za necelý měsíc. 5. května 1096 stanuli před byzantskou pohraniční pevností Bělehradem. Křižáci dorazili příliš rychle a Byzantinci je proto zatím neočekávali, byli proto bez císařských instrukcí z Konstantinopole. Obilí bylo nezralé, pro křižáky také proto nebyly připraveny zásoby. U Bělehradu tak došlo k prvnímu střetu křižáků s místním křesťanským obyvatelstvem. Vyhladovělá chudina, jíž došly zásoby, začala plenit vesnice po obou stranách hranice a vyvolala několik ozbrojených konfliktů s místními pořádkovými oddíly, jejichž důsledkem byli první mrtví. V Niši přijal Gautiera byzantský místodržící a zásobil jeho poutníky potravinami.

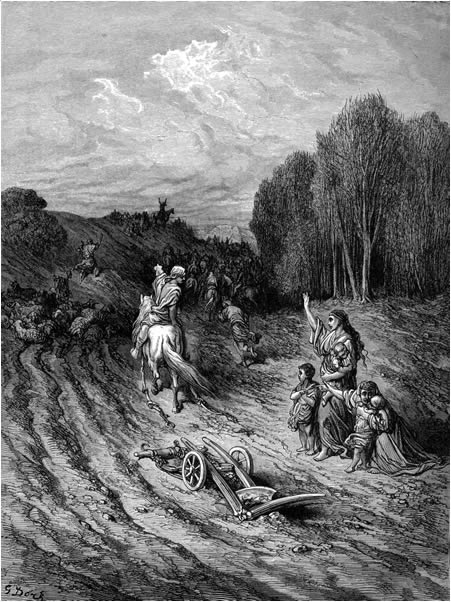
Gustave Doré: Francouzští rolníci opouštějí své domovy a vydávají se na výpravu

Příchod poutníků přes Uhry císaře Alexia překvapil. Vycházel totiž z přesvědčení, že si křižáci zvolí cestu Itálii, přeplaví se přes Jaderské moře, následně se vylodí v přístavu Dyrrhachion a dále poputují po římské silnici Via Egnatia do Konstantinopole. Gautierovým příchodem se situace změnila a Alexios dal přepravit zásoby a strážní oddíly s průvodci do Niše, odkud byl Gautierův houf v pořádku dopraven do Konstantinopole.
Mnohem hůře si cestou přes Uhry počínal houf vedený Petrem Poustevníkem, jenž šel v Gautierových stopách. Soudobí kronikáři se zmiňují nejen o plenění, ale také o krutostech na obyvatelstvu, znásilňování žen a ničení majetku. Petrova skupina vyplenila uherské město Semlina a na byzantské straně také Bělehrad. Křižáci pak postupovali na Niš, kde se Petr setkal s byzantským místodržícím Niketem, který před Petrem uprchl z Bělehradu. Dohodli se, že se křižáci zdrží dalších násilností. Křižáci však dohodu nedodrželi a jejich zadní voj zapálil několik mlýnů pod nišskou pevností. Byzantinci poté z pevnosti podnikli překvapivý výpad, nezformované poutníky rozehnali a třetinu celé výpravy pobili. Když se křižáci opět sešli a zformovali, rozhodla se část poutníků pro návrat domů. V Sofii se zbylí křižáci setkali s byzantskou armádou a císařovými vyslanci, kteří poutníky nadále doprovázeli do Konstantinopole, kam již cesta probíhala bez incidentů.
V Konstantinopoli západoevropští trhani vzbudili posměch a opovržení, neboť v hlavním městě Byzantské říše začali krást a plenit paláce za městem i chrámy na předměstí. Alexiovu dvoru bylo jasné, že tito poutníci, jen zčásti ozbrojení a nedisciplinovaní, se v boji tureckým vojskům postavit nemohou a císař, který si od poutníků od počátku držel okázalý odstup, se rozhodl je urychleně přepravit z Konstantinopole pryč. 6. srpna 1096 byli Gautierovi a Petrovi poutníci přepraveni na řeckých lodích přes Bospor do oblasti poblíž Nikomédie v Anatolii, na hranice mezi byzantským a tureckým teritoriem. Byl tam pro ně vybudován opevněný tábor Kibotos, jak mu říkali Řekové, či Civetot nebo Civitot podle křižáků. Alexios dal za poutníky přepravit zásoby a doporučil jim, aby zde vyčkali příchodu rytířských vojsk.
Nezávisle na ostatních do tábora dorazila i skupina italských poutníků, aby se připojila ke svaté válce. V Civetotu zatím nastaly rozepře mezi křižáky z různých zemí: Němci se začali stranit Francouzů a odmítli dál přijímat velení Petra Poustevníka. Když Petr cítil, že ztrácí vliv, odcestoval zpět do Konstantinopole, aby si získal podporu císaře.

### Boje v Anatolii
Křižáci se nedrželi Alexiovy rady a začali pořádat loupežné nájezdy do okolí Nikomedie. Jejich obětí se většinou stával majetek křesťanských rolníků i rolníci sami. Křižáci nedokázali pochopit, že jejich úhlavním nepřítelem je vládnoucí, ale minoritní turecká aristokracie, a nikoliv řečtí venkované. Zpočátku poutníci nerabovali příliš blízko tureckých držav, ale v září roku 1096 podniklo několik tisíc francouzských křižáků loupežnou akci až pod hradby mocného města Nikaia, předsunuté bašty turecké moci v Anatolii a sultánova sídelního města. Podařilo se jim Turky překvapit a ačkoliv si netroufli napadnout samotné město, zaútočili na okolní vesnice a dopustili se velkých krutostí na vesničanech. Seldžucký sultán Kilič Arslan I., který v Nikaii nebyl zrovna přítomen, proti řádícím křižákům vyslal hordu svých jezdců, ale těch bylo příliš málo a křižáci je téměř do jednoho pobili. Francouzi se do tábora vrátili triumfálně s velkou kořistí.
Němci a Italové byli povzbuzeni úspěchem Francouzů a na konci září, dva týdny po akci Francouzů, uspořádala skupina o 6 000 křižácích svou vlastní expedici, již vedl italský rytíř Rinaldo (někdy přepisován francouzsky Renaud). Křižáci vtrhli na turecké území, kde plenili a pálili, ale na rozdíl od Francouzů ušetřili všechny křesťany. Pak se jim podařilo obsadit malý opuštěný hrad Xerigordon nedaleko Nikaie, který chtěli využívat jako základnu pro další drancování. Kilič Arslan poslal k pevnosti svou armádu, aby Xerigordon dobyla zpět. Poutníci se stáhli do pevnosti, kde je Kilič Arslan rychle oblehl. Sultánovi bylo známo, že jediný vodní zdroj poblíž Xerigordonu je pramen v proláklině za hradbami pevnosti, mimo dosah křižáků, a proto se rozhodl nechat křižáky žíznit.

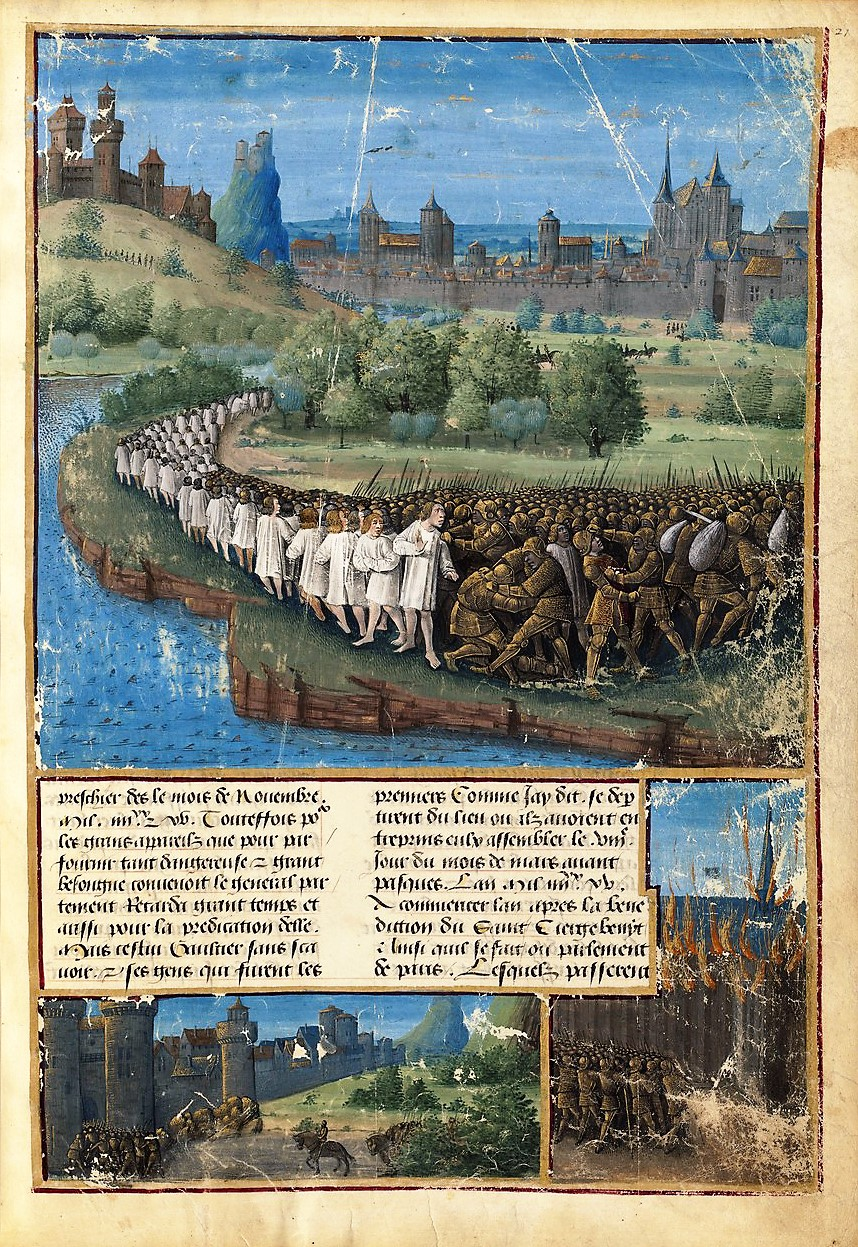
Masakr Petrovy armády zobrazený na středověkém iluminovaném rukopisu

Kronikáři popisují, že Evropané byli donuceni pít krev svých koní a oslů i lidskou moč, zatímco jiní se zahrabávali do písku ve snaze utišit žízeň. Vzdorovali osm dní, pak rytíř Rinaldo nabídl sultánovi kapitulaci. Kilič Arslan dal křižákům na výběr: buď konverzi k islámu nebo smrt. Rinaldo přijal islám a vstoupil do sultánových služeb; kromě něho islám přijalo ještě několik málo dalších křižáků, kteří byli jako otroci posláni až do Chórezmské říše na březích Kaspického moře. Zbytek poutníků, kteří se odmítli zřeknout víry, byl zmasakrován.
Poté Kilič Arslan připravil další lest: nechal prostřednictvím svých poddaných rozšířit pověst, že Rinaldo se svými druhy přepadl a dobyl Nikaiu, prohlásil se jejím vládcem a získal velkou kořist, o kterou se s ostatními v Civetotu nehodlá podělit. V táboře tato zpráva vyvolala velké pobouření a závist a Gautierovi Francouzi se navzdory radám opatrnějších předáků vydali k Nikaii. Postupovali velmi neuspořádaně, nevyslali žádné průzkumníky a byli hluční. Nikaia byla od Civetotu vzdálena asi den cesty a vojsko Kilič Arslana se skrylo přibližně pět kilometrů od Civetotu na úbočí úzkého údolí. Křižáci padli do léčky; Turci nejprve střelbou z luků rozpoutali mezi poutníky paniku, a poté v šiku vyrazili do boje. Rychle pobili několik málo přítomných rytířů včetně Gautiera Sans-Avoir a vyrazili za poutníky, kteří se dali na zběsilý úprk zpátky do tábora, do nedalekého lesa či na pobřeží. Ti, kteří zůstali v táboře, nemocní, duchovenstvo, ženy a děti, už z dálky viděli oblak prachu, ze kterého se ozýval příšerný řev prchajících poutníků s tureckými jezdci v patách. Turci prorazili do tábora a pobili tisíce poutníků, Civetot vydrancovali a odvlekli do otroctví ženy, mladé chlapce a děti.

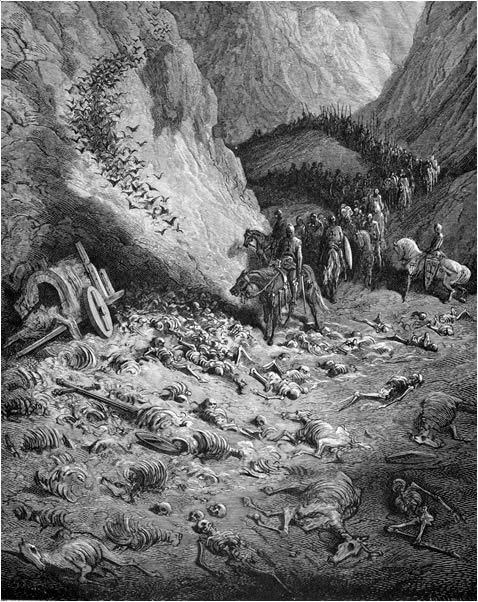
Gustave Doré: Vojsko hraběte Huga z Vermandois ve zničeném Civetotu objevuje kosti pobitých poutníků

Dvěma až třem tisícům přeživších se podařilo dostat až na pobřeží, kde hledali útočiště ve starém opuštěném hradu, v němž je Kilič Arslanovo vojsko obklíčilo. Turci přešli do útoku, byli však překvapivě odraženi. Zatím se jednomu místnímu Řekovi podařilo dostat až do Konstantinopole, kde císaři podal zprávu o katastrofě v Civetotu. Alexios okamžitě vyslal byzantské námořnictvo, aby zbytek křižáků zachránilo. Turci, když viděli blížící se flotilu, ustoupili do vnitrozemí, a Řekové tak mohli evakuovat zbylé poutníky zpět do Konstantinopole. Zde byli poutníci ubytováni, ale zbraně jim Řekové raději předem odebrali. Uplynul rok od konání clermontského koncilu. V té době zahájila v západní Evropě svoji kruciátu šlechta.

## Němci
Přibližně v době, kdy francouzští poutníci dorazili do Konstantinopole, se především v německých zemích zformovalo několik dalších chudinských tažení, která proslula především brutálními pogromy na německé Židy. Židé byli vždy nepopulárním a v evropských městech spíše trpěným etnikem. Jako jediní směli půjčovat peníze na úrok, čímž si získali pověst lichvářů, a navíc byli podezřelí, že ve válce křesťanů proti islámu straní spíše muslimům.
Největší skupina čítající 12 000 německých křižáků vyšla z Porýní a vedl ji chudý hrabě Emerich z Leisingenu, který v porýnských městech začal vybírat od Židů výpalné ve stříbře. Ve Špýru pak došlo k potyčce mezi několika Emerichovými poutníky a Židy, ve které bylo 11 Židů zabito, což se stalo podnětem k protižidovskému násilí. Proti křižákům sice zpočátku úspěšně zasáhl biskup, avšak křižáci se nevzdali a špýrské Židy nakonec vyvraždili. 20. května 1096 ve Wormsu křižáci napadli židovskou čtvrť a část obyvatel pobili, zbytek se ukryl v citadele. Nicméně křižáci vzali citadelu útokem a Židé raději spáchali hromadnou sebevraždu, než aby padli do zajetí; ve Worms zemřelo 800 Židů. O pět dnů později, 25. května, dorazili k Mohuči. Tamní arcibiskup dal před křižáky zavřít městské brány, následujícího dne je však někdo z obyvatel otevřel. Židé se pak snažili vykoupit své životy zlatem. Emerich zlato sice přijal, ale 1100 Židů bylo stejně povražděno.

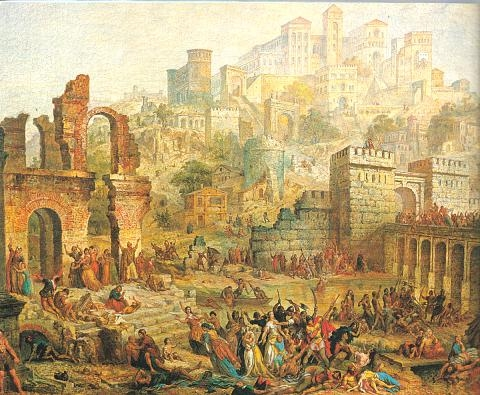
Auguste Migette: Masakr Židů během Lidové křížové výpravy

Špatná pověst Emericha a jeho poutníky předcházela. Na uherských hranicích jim byl zamítnut králem vstup na území. Pokusili se prorazit násilím. Po šestitýdenních pozičních bojích na Dunaji se podařilo křižákům proniknout na uherskou stranu, Maďary zahnat a obklíčit v pevnosti Wiesselburg. Poté z dnes již neznámých důvodů mezi křižáky propukla panika. Maďaři toho využili, podnikli výpad a většinu poutníků pobili nebo zajali. Uniknout se podařilo jen zlomku šťastných, sám vůdce Emerich z Leisingenu byl mezi nimi.

## Češi

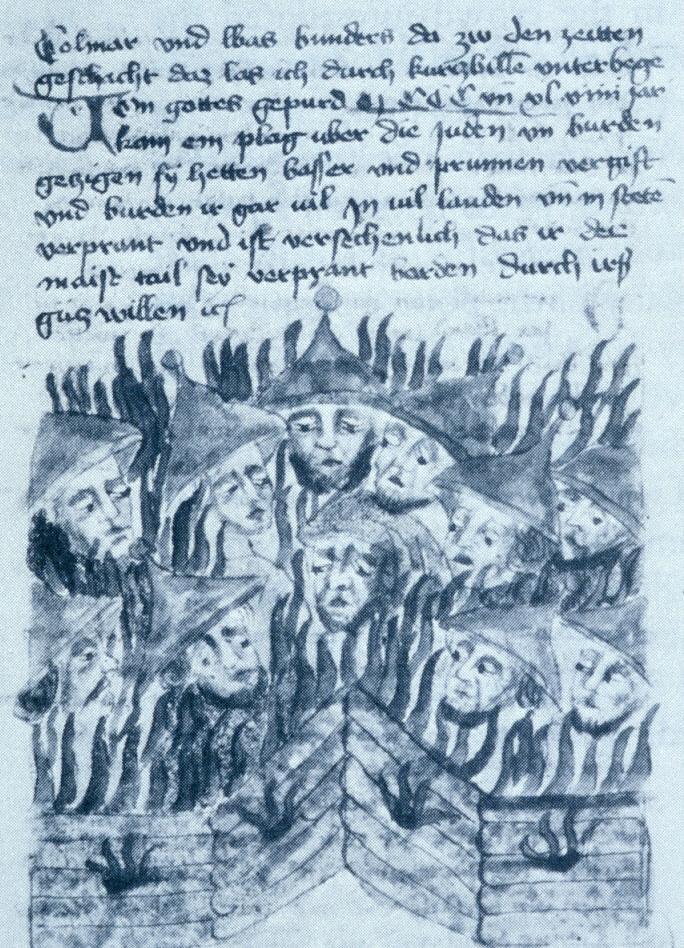
Upalování Židů Volkmarovými křižáky v Praze, středověký rukopis

V českých zemích svolal menší křižáckou skupinu kněz jménem Volkmar, který sem přišel ze Saska. Se svými poutníky dorazil 30. května 1096 do Prahy, kde ho zastihly zprávy o pogromech v Porýní. To pro něj bylo signálem k rozpoutání násilností také v Praze. Kníže Břetislav II. byl v té době mimo Čechy a pražské úřady ani biskup pogromům nedokázali zabránit. Kronikář pražské pogromy líčí:
| „                 | Někteří z nich táhnouce touto naší zemí, se z dopuštění Božího obořili na Židy a proti jejich vůli je křtili a ty, kteří se protivili, zabíjeli. Biskup Kosmas vida, že se tak děje proti ustanovení církevních zákonů, a veden jsa horlivostí pro spravedlnost, pokoušel se brániti tomu, aby je násilím nekřtili, ale marně, protože neměl osob, které by ho v tom podporovaly. | “ |
| — Kosmova kronika | |   |

Na další cestu na východ se Volkmar s následovníky vydal, až když byli pražští Židé pobiti. Drancování a zabíjení pokračovalo i po přechodu uherských hranic. Uherský král Koloman vyslal proti rabujícím křižákům armádu. Vojáci část českých křižáků pobili, ale většinu se jim podařilo zajmout; o Volkmarově osudu není dnes nic známo.
Čeští a moravští Židé, kterým se křižácké útoky podařilo přežít, hromadně opouštěli České knížectví a odcházeli do Polska a Uherska. Český kníže Břetislav II. dal prchající Židy zastavit a ze země je propustil až poté, co jim byl zabaven veškerý majetek.

## Lotrinčané a Bavoři

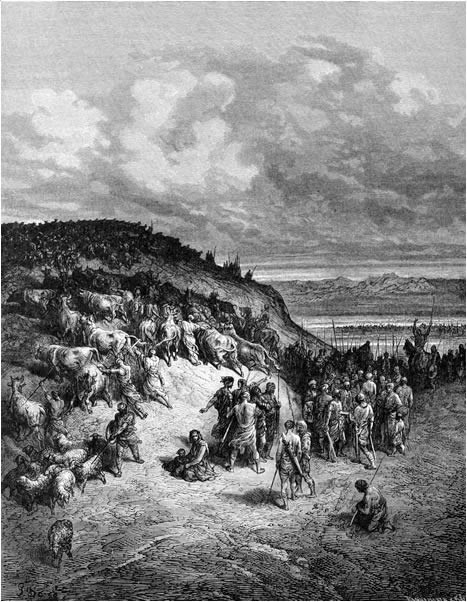
Gustave Doré: Uherská armáda pobíjí křižácké poutníky

V Lotrinsku a Bavorsku se křižáci shromáždili pod vedením kněze Gottschalka a stejně jako jiné křižácké skupiny v německých oblastech vraždili Židy a vyvolávali nepokoje, například v Řezně. Když bavorsko-lotrinský houf dorazil k uherským hranicím, nabídl král Koloman křižákům pomoc pod podmínkou, že zemi nebudou drancovat. Gottschalkovi lidé však zahájili potyčky s maďarskými venkovany již za hranicemi. V jedné vesnici poutníci utýrali malého chlapce a nabodli jej na kůl. Králi došla trpělivost a vyslal proti nim armádu, která křižáky rozehnala a pozabíjela, zabit byl i vůdce Gottschalk.

## Důsledky a hodnocení
Z vojenského hlediska nepřinesly lidové křížové výpravy vůbec žádný výsledek. Nepodařilo se jim dobýt od „nevěřících“ žádné území, zanechali za sebou jenom zpustošenou zemi a poškodili pověst křižácké věci. Zprávy o zániku výprav Petra Poustevníka i německých výprav v Uhersku vyvolaly v Evropě velký zármutek, mnozí Evropané došli k závěru, že Bůh opustil své bojovníky. Přesto nadšení a víra v křižáckou ideu neochabla a mnoho poutníků se přidalo k rytířským výpravám, které vedli evropští velmoži. Interpretace důvodu zkázy poutnických křižáků se odrazila i v politice, mezi guelfy a ghibelliny: papežovi stoupenci guelfové tvrdili, že nezdar křižáků je božím trestem za násilí páchané na Židech, zatímco přívrženci římsko-německého císaře odsuzovali už samotnou myšlenku křížových výprav.